# Jacob Mollerup
Jacob Mollerup (født 16. marts 1953 i Nørresundby) er en dansk journalist, der siden 2004 har været programchef samt lytterne og seernes redaktør i DR.
Mollerup er uddannet cand.polit. 1981 og blev 1983 erhvervsreporter på Politiken. Han blev redaktionschef 1988 og 1994 tillige nyhedsredaktør. I 1995-96 var Mollerup på TV-Avisen, hvor han bl.a. medvirkede til at igangsætte magasinprogrammet Penge. Herefter var han 1996-2001 chefredaktør på Dagbladet Information. Fra 2001 til 2004 var han seniorreporter på Berlingske Nyhedsmagasin.
Mollerup var tidligere aktiv kommunist. Han underviste således på Marxistisk OplysningsForbund (MOF) 1979-80, var medlem af DKP og journalist  på Land og Folk.
I 1978 underviste han sammen med bl.a. Bjørn Erichsen danske kursister på SEDs John Schehr Bezirksparteischule i Rostock-forstaden Lütten Klein. 
Han er tidligere formand for Foreningen for Undersøgende Journalistik (FUJ).